# Keisuke Ota (fotbollsspelare född 1981)
Keisuke Ota (太田 圭輔 Ota Keisuke?), född 23 juli 1981 i Shizuoka prefektur, är en japansk fotbollsspelare.
Ota började sin karriär 2000 i Shimizu S-Pulse. Efter Shimizu S-Pulse spelade han för Ventforet Kofu, Kashiwa Reysol, JEF United Chiba, Tokushima Vortis och FC Gifu. Han avslutade karriären 2015.